# Bothropolys acutidens
Bothropolys acutidens är en mångfotingart som beskrevs av Masatoshi Takakuwa 1941. Bothropolys acutidens ingår i släktet Bothropolys och familjen stenkrypare. Inga underarter finns listade i Catalogue of Life.